# Carabus cumanus
Carabus cumanus es una especie de insecto adéfago del género Carabus, familia Carabidae. Fue descrita científicamente por Fischer von Waldheim en 1823.
Habita en Georgia y Rusia.